# Déclin du bouddhisme en Inde

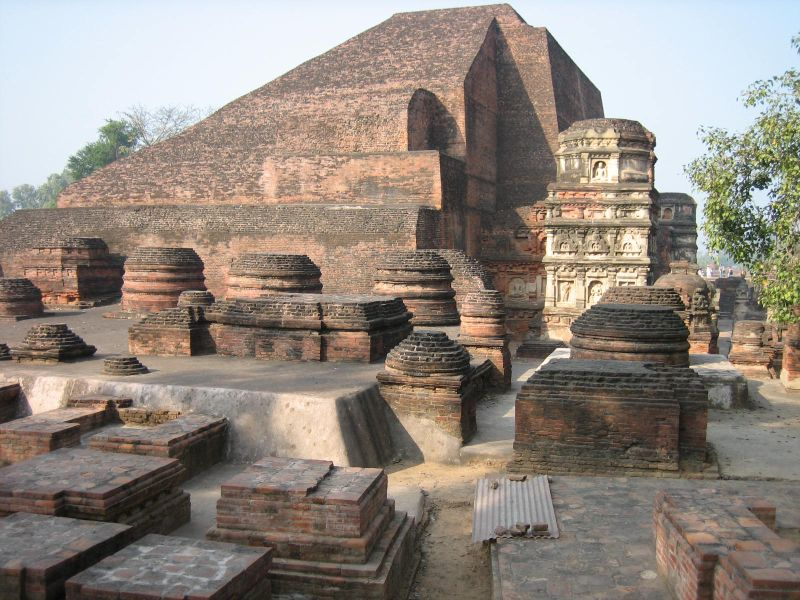
Ruines de l’Université de Nâlandâ, dont la destruction en 1197 est une étape importante du déclin du bouddhisme en Inde

Le déclin du bouddhisme en Inde, là où il est né, a eu lieu pour diverses raisons telles que les conflits sectaires au sein du bouddhisme, la perte du soutien public et royal, l'évolution de la situation socio-politique, le développement des religions indiennes concurrentes telles que l’hindouisme et le jaïnisme et les vagues d'invasions par des peuples venant d'Asie centrale qui touchent les Indes,,.
Le bouddhisme se développe aux Indes pendant les siècles qui suivent la mort de Bouddha. Son développement est accéléré par la conversion et le soutien du roi Ashoka, qui règne sur l'empire Maurya au IIIe siècle avant notre ère. Il s’étend même au-delà du sous-continent indien, en Asie centrale et en Chine. Par la suite, on observe un déclin constant du bouddhisme aux Indes durant le 1er millénaire, mais il continue de bénéficier d’un soutien financier et institutionnel sous l’empire Gupta (IVe - VIe siècle) et la dynastie Pala (VIIIe - XIIe siècle),.
Des moines chinois qui traversent la région entre le Ve et le VIIe siècle, comme Faxian, Xuanzang, Yijing et Song Yun, décrivent le déclin du sangha bouddhiste, dans le nord-ouest du sous-continent indien ; notamment à la suite des invasions des Huns blancs, qui sont suivies par les raids des Turco-Mongol. Le bouddhisme disparaît de la quasi-totalité du sous-continent avec la conquête musulmane des Indes et ne subsiste que dans les régions himalayennes, le sud des Indes et sur l'ile de Ceylan,,.
En dehors de l’Himalaya et de quelques endroits isolés, le bouddhisme a pratiquement disparu des Indes à la fin du XIXe siècle. Ces derniers temps le bouddhisme connaît un renouveau dans le sous-continent indien en raison de l’influence de personnalités et d'hommes politiques, comme Anagarika Dharmapala, Kripasaran Mahasthavir, B. R. Ambedkar et Tenzin Gyatso, le 14e Dalaï Lama.

## Antiquité

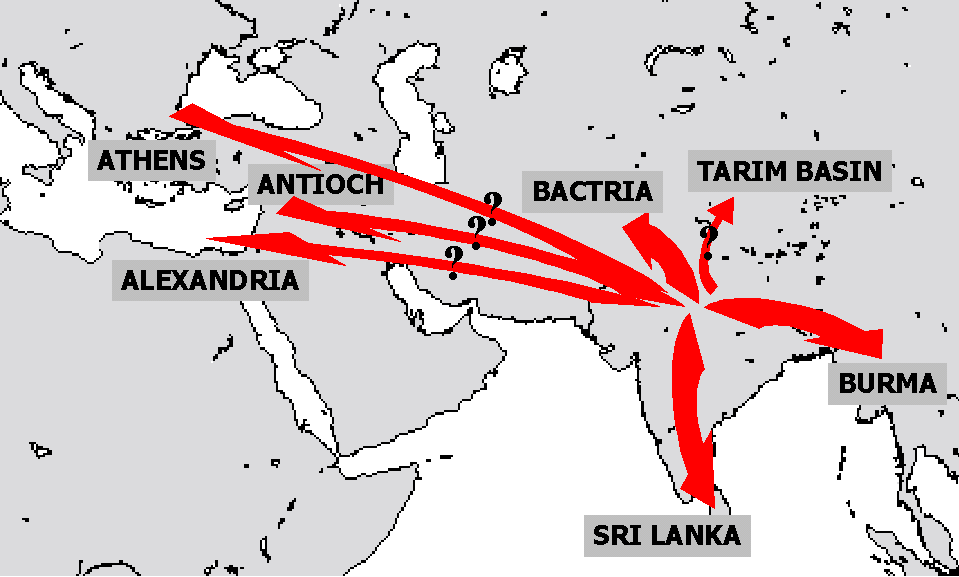
Prosélytisme bouddhiste à l’époque du roi Ashoka (260–218 av. J.-C.).

Période durant laquelle vit Siddhartha Gautama dit « Bouddha », voit non seulement les débuts de l'urbanisation des Indes, mais aussi ceux des États centralisés. La réussite de l’expansion du bouddhisme est liée à la croissance économique de l’époque, ainsi qu'a l'organisation politique des royaumes, qui grâce aux débuts de la centralisation peuvent amener des changements au sein de la société civile.
Le bouddhisme se propage à travers les Indes antiques et bénéficie d'un soutien étatique de la part de divers régimes régionaux. Ce soutien se poursuit durant tout le 1er millénaire av. J.-C.. La consolidation de l’organisation monastique met le bouddhisme au centre de la vie religieuse et intellectuelle des Indes. Pushyamitra, le premier souverain de la dynastie Shunga, construit de grands stupa bouddhistes à Sânchî en 188  av. J.-C.. La dynastie des Kanva, qui succède aux Shunga, voit  quatre rois bouddhistes monter sur le trône.

### Le roi Pushyamitra et la dynastie Shunga
Les preuves historiques concernant les éventuelles persécutions du bouddhisme durant l'antiquité sont soit absentes, soit non fondées. En effet, les écrivains de l’époque coloniale ont utilisé des histoires folkloriques/mythiques pour reconstruire une partie de l’histoire ancienne des bouddhistes.
Ainsi, le Divyavadana, une anthologie de récits mythiques bouddhiste sur la morale et l’éthique qui fait régulièrement intervenir dans ses histoires des oiseaux et des animaux parlant, a été écrit vers le IIe siècle. Dans l’une des histoires, il est mentionné la destruction de stupas et de viharas à l'époque du roi Pushyamitra. Historiquement, ce Pushyamitra serait le fondateur de l'empire Shunga et aurait donc vécu 400 ans avant l'écriture du Divyavadana. Des fouilles ont permis de retrouver des restes de stupas à Deorkothar, dont l'état suggère une destruction délibérée.
Si ces découvertes semblent valider le récit du Divyavadana au sujet de Pushyamitra, il est en réalité difficile de savoir si ces stupas ont vraiment été détruits pendant le règne de ce roi ou une période plus tardive et l’existence même de violence religieuse entre hindouistes et bouddhistes dans les Indes antique est contestée,. Finalement, on ne sait pas quand les stupas de Deorkothar ont été détruits ou par qui ; et les récits du Divyavadana sont considérés par certains érudits comme des sources historiques d'une valeur douteuse. Ainsi, l'historien Moriz Winternitz a déclaré que «les légendes [du Divyāvadāna] peuvent  difficilement contenir quelque chose ayant une grande valeur historique. » De même, l’historien Paul Williams considère que les théories sur les persécutions, la date présumée du nirvana de Siddhartha Gautama (400 av. J.-C.) et le règne ultérieur de Pusyamitra, telles que décrits par les écrits du bouddhisme Mahasanghika sont « "les plus farfelus de tous les arguments et n'a guère plus de valeur que n’importe quelle autre discussion. » Bref, les polémiques sur la responsabilité ou la non-responsabilité de Pushyamitra dans ces destructions de stupas et de viharas sont loin d'être closes et le débat loin d'être apaisé.
Selon d’autres chercheurs, les rois de Shunga auraient été plus cléments qu'on ne le pense envers le bouddhisme et auraient contribué à l’édification du stupa de Bharhut. Une inscription présente à Bodhgaya, dans le Temple de Mahabodhi indique que le temple est un « Don de Nagadevi la femme du roi Brahmamitra. ». Une autre inscription se lit comme suit : "Don de Kurangi, mère des fils en vie et épouse du roi Indragnimitra, fils de Kosiki. Le don vient aussi de Srima duPalais royal.".
Ces interprétations diverses peuvent également s'expliquer par une évolution de l'attitude des souverains Shunga vis-à-vis du bouddhisme ; mais là aussi le débat loin d'être clos et/ou apaisé

## Les causes du déclin
Différents facteurs ont conduit au déclin du bouddhisme. Dans l'Inde ancienne, quelles que soient l'obédience religieuse de leurs rois, les États traitent généralement les sectes et religions importantes de façon relativement impartiale. Ils font construire des monastères et des monuments religieux, donnent des terres  ou les revenus de villages pour l'entretien des moines, et exemptent de l’impôt. Le plus souvent les dons sont le fait de personnes privées, riches marchands ou parents de la famille royale, mais dans le cas du bouddhisme le haut patronage de l'État est particulièrement important en raison de son haut niveau d’organisation.
De nombreuses inscriptions sur plaque de cuivre en Inde, ainsi que des textes Tibétains et Chinois, suggèrent que dans les royaumes hindous, sauf durant les guerres et les interrègnes, le patronage des monastères bouddhistes et du bouddhisme globalement continue depuis le début de notre ère jusqu'au début du IIe millénaire,,. Les recherches et les traductions de textes bouddhistes en tibétain et en sanskrit, suggèrent que durant une bonne partie du 1er millénaire, dans l’Inde médiévale les moines bouddhistes conservent leurs propriétés après avoir rejoint un monastère et restent activement impliqués dans le commerce et toute autre forme d'activités économique,.

### Conflits internes et compétition entre les différentes sectes bouddhistes
Au début de son expansion, le Bouddhisme est divisé en de nombreuses sectes, chacune avec sa propre version des textes canoniques et toute prétendant être la seule à véritablement respecter les enseignements du Bouddha. Selon Lars Fogelin, les textes ayant le même titre reflètent tout le spectre des différences entre ces sectes, certaines étant minimes et d'autres étant assez importante pour que l'on puisse considérer qu'il s'agit d'écrits n'ayant rien à voir entre eux grands mineurs et certains tant qu’elles sont différentes de travaux,.
Le deuxième concile bouddhique, qui a lieu aux alentours de 380 av. J.-C, se conclut par le premier schisme du Sangha, la communauté monastique bouddhiste. Après avoir en vain tenté de modifier la Vinaya, un petit groupe d'"anciens", c'est-à-dire les Sthaviras, rompt avec la majorité Mahāsāṃghika pendant ledit concile et fonde la secte Sthaviravāda,. Ainsi, quelques siècles après la mort du Bouddha, les désaccords concernant les textes du Vinaya, le code disciplinaire des moines, sont devenus tellement importants, que le sangha bouddhiste connaît plusieurs scissions, chacune augmentant la compétition pour le recrutement des moines et le soutien financier, tout en multipliant les versions différentes du bouddhisme. À l’origine, ces schismes sont causées par des disputes sur les codes disciplinaires monastiques des différentes fraternités. Mais, vers l'an 100, si ce n'est plus tôt, les schismes du sangha sont également causées par des désaccords doctrinaux trop importants. Ces conflits internes au bouddhisme sont mis en évidence dans des textes par l'usage des termes  « Hinayana » (le petit véhicule ou véhicule inférieur) et « Mahayana » (grand véhicule ou véhicule supérieur). Au cours du 1er millénaire, le bouddhisme évolue vers une séparation en deux grands courants de pensée : le Theravada et le Mahayana.
Selon Akira Hirakawa et Paul Groner, les grandes écoles confessionnelles du bouddhisme que sont le Theravada, le Sarvâstivâdin, le Sammatiya et le Mahasanghika, sont toujours florissantes au VIIe siècle, comme en témoignent les textes chinois laissée par le pèlerin Yi Jing. Mais les textes Indiens de ces écoles n’ont pas survécu jusqu'à notre époque et on connaît mal les sectes bouddhistes du milieu et de la fin de l’époque médiévale. Ainsi, même s'il trouve le bouddhisme indien florissant, Jing parle de baisse de la discipline et de l'indulgence envers les plaisirs terrestres pratiqué par des moines bouddhistes à l’intérieur même des monastères. Il note aussi que les membres de la secte bouddhiste Mahayana commencent à se demander pourquoi seuls les moines bouddhistes peuvent atteindre le nirvana et non pas tout le monde y compris les bouddhistes laïcs.

### Compétition avec l'hindouisme et le jaïnisme
Pendant la dynastie Gupta (IVe - VIe siècle), le bouddhisme Mahayana connaît un développement important et certaines des idées qu'il véhicule sont adoptées par les différents courants de pensées hindoues. Cet échange d'idées a pour conséquence de rendre les différences entre le bouddhisme et l’hindouisme floues. Dans le même temps, le vishnouisme, le shivaïsme et d'autres traditions hindoues deviennent de plus en plus populaires et les brahmanes créent une nouvelle relation entre l'hindouisme et l’État. Et pendant que cette relation grandit et se développe, les monastères bouddhistes perdent progressivement le contrôle des revenus fonciers. Cependant, cette nouvelle relation n'a pas encore détruit les liens entre l'État et le bouddhisme. En effet, dans le même temps, les rois de la dynastie Gupta construisent des temples bouddhistes comme celui de Kushinagara,, et des universités monastiques comme celles de Nalanda, comme en témoignent les documents laissés par trois visiteurs chinois en Inde,,.
Selon Humberto, le déclin du bouddhisme est en partie due à la montée en puissance des brahmanes et de leur influence dans les processus sociopolitiques. A contrario, Randall Collins, Richard Gombrich et d’autres spécialistes, pensent que l'expansion et le déclin du bouddhisme ne sont pas liés aux brahmanes ou au système des castes; étant donné que le bouddhisme n'est pas une « réaction au système de caste », mais une recherche du salut de ceux qui rejoignent ses différents ordres monastiques,,. Pour certains savants comme Lars Fogelin, le déclin du bouddhisme est peut-être lié à des raisons économiques. Selon Fogelin, les monastères bouddhistes doivent gérer de grandes propriétés terriennes avec une idéologie axée sur le rejet des biens matériels et l’isolement volontaire. D'après lui, il résulte de cette contradiction une perte de la discipline interne du sangha qui débouche sur l’incapacité d’exploiter efficacement les terres que possèdent les monastères,.
Malgré les théories de Lars Fogelin, il est difficile de nier que la croissance de l’hindouisme et du jaïnisme fait partie des raisons du déclin du bouddhisme, notamment en termes de soutien financier apporté aux monastères bouddhistes par les laïcs et la royauté. Cet argent est de plus en plus capté par ces « concurrents » du bouddhisme,, et petit à petit, les hindous et les jaïns occupent les sites abandonnés par le sangha bouddhiste.

### Convergences philosophiques
L’un des facteurs qui ont contribué à la disparition du bouddhisme est l'effacement du caractère distinctif de ce dernier par rapport à l’hindouisme. Même si les auteurs affiliés au bouddhisme Mahayana sont très critiques à l'égard de l’hindouisme, les cultes pratiqués par les bouddhistes Mahayana et ceux pratiqué par les hindouistes doivent avoir semblé quasiment identiques aux yeux des laïcs. De plus, le développement du tantrisme au sein des deux religions renforce également les similarité entre les deux cultes.
Des érudits tels que Adi Shankara redynamisent l’hindouisme en empruntant des idées bouddhistes,,, rédigent des critiques des textes existants et des textes originaux, créent des réseaux de monastère et expliquent les principales différences entre l’hindouisme et le bouddhisme. Shankara déclare que la différence entre les deux religions est que l’hindouisme affirme que l'"Atman (l'Âme, le Soi) existe", tandis que le bouddhisme affirme qu’il n’y a "ni Âme, ni Soi",,.

« (...) Lokayatikas et Bauddhas qui affirment que l’âme n’existe pas. Il y a quatre sectes parmi les disciples du Bouddha : 
1. Les Madhyamicas qui affirment que tout n'est que néant. 
2. Les Yogacharas, qui affirment qu’a part les sensations et l’intelligence, tout le reste n'est que néant. 
3. Les Sautranticas, qui affirment que les objets externes ont une existence propre qui est aussi réelle que celle des sensations internes. 
4. Vaibhashikas, qui sont d’accord avec les précédents, sauf qu’ils soutiennent que l’appréhension immédiate des objets extérieurs se fait par le biais d’images ou de formes créées par l’intellect. »

— Adi Shankara, Brihadranayaka Upanishad Bhasya
Le déclin du bouddhisme est en partie dû à l'apparition et au développement de philosophies hindoues concurrentes, comme l'Advaita Vedanta de Shankara, ou à l'augmentation du nombre de temples et d'innovations du mouvement Bhakti. Ceux-ci coupent le bouddhisme de ses patronages traditionnels et du soutien populaire. La période comprise entre l'an 400 et l'an 1000 voit l’école hindouiste Vedanta gagner du terrain aux dépens du bouddhisme.

### Guerres et persécutions

#### Invasions des Hun Blancs
Les lettrés chinois qui traversent la région entre le Ve et le VIIe siècle, comme Faxian, Xuanzang, Yijing et Song Yun, commencent à parler d'un déclin du sangha bouddhiste dans le nord-ouest du sous-continent indien, notamment à la suite de l’invasion des Huns blancs venus d’Asie centrale. Xuanzang écrit que de nombreux monastères situé au nord-ouest des Indes ont été réduits en cendres par les Huns,.
Mihirakula, un souverain Hun qui règne entre 502 et 542 dans la région du nord-ouest, supprime le bouddhisme dans son royaume en détruisant des monastères dans une zone qui s'étend jusqu'à l'actuelle ville de Allahabad.

#### Raids des Turcs musulmans

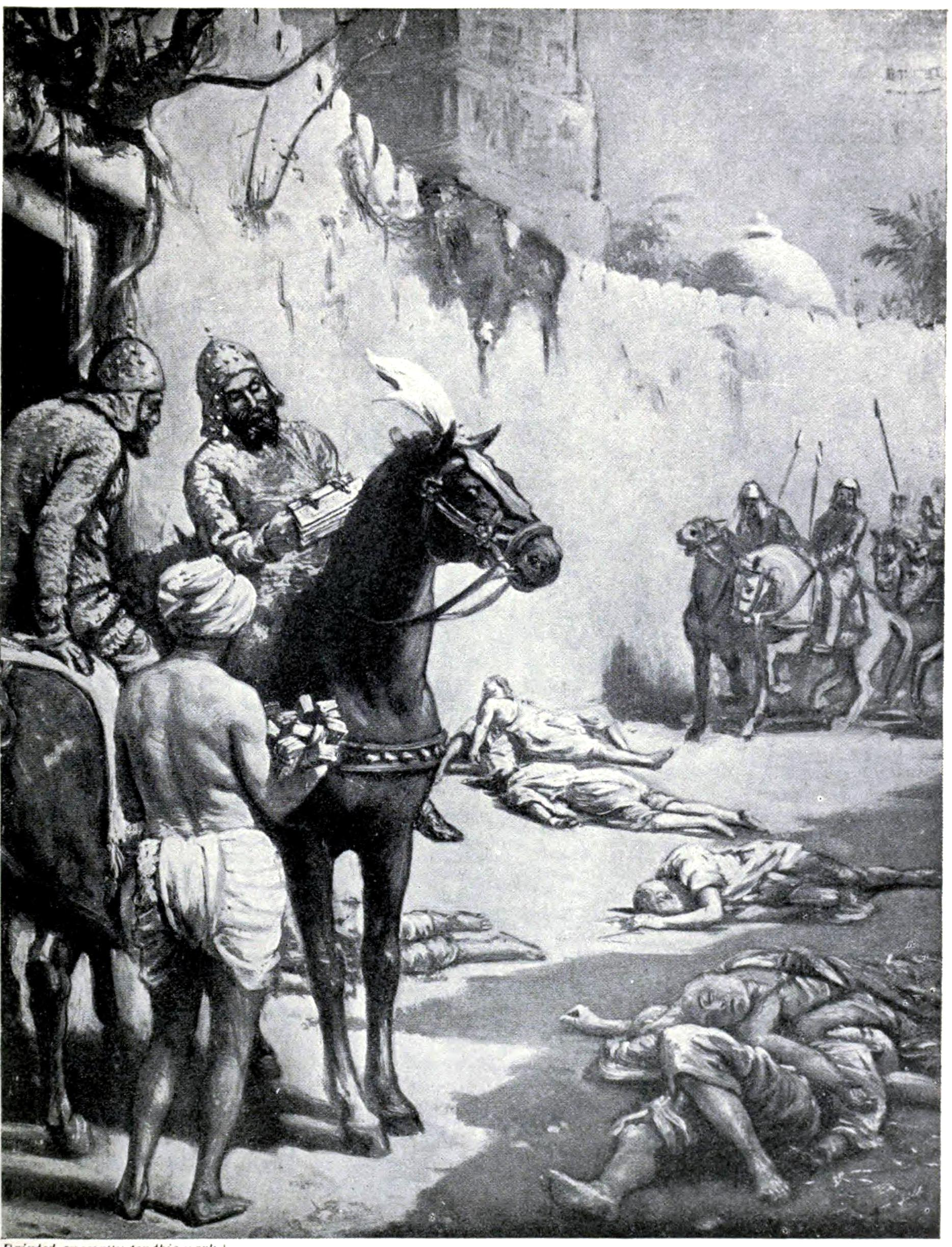
Massacre des moines Bouddhistes à Bihar en 1193-1203 par les troupes de Muhammad Khilji, qui détruisit les universités de Nâlandâ et Vikramashila et massacra de nombreux érudits bouddhistes et brahmanes.

La Conquêtes musulmanes des Indes est la première grande invasion iconoclaste connue en Asie du Sud. Les mémoires du voyageur persan Al Biruni suggèrent que le bouddhisme a disparu de Ghazni (Afghanistan) et de la région du Pendjab médiéval au début du XIe siècle. À la fin du XIIe siècle, le bouddhisme a encore reculé,, avec la destruction des monastères et des stupas médiévaux au nord-ouest et à l'ouest des Indes,.
Le Chach Nama enregistre beaucoup de cas de transformations de stupas en mosquées, comme à Nerun.

Dans les plaines du Gange, à Orissa, au nord-est et dans les régions du sud des Indes, le bouddhisme survit jusqu'aux premiers siècles du IIe millénaire. D'après William Johnston, aux XIIe et XIIIe siècles, des centaines de monastères et sanctuaires bouddhistes sont détruits, les textes bouddhistes sont brûlés et les moines et nonnes sont tués par les armées musulmanes dans la région des plaines du Gange. L’invasion musulmane provoque le pillage des richesses et la destruction des effigies bouddhistes : 

« À partir de l'an 986, les Turcs musulmans commencent à lancer des raid en Inde du Nord-Ouest depuis l'Afghanistan, pilliant l'Inde occidentale au début du XIe siècle. Des conversions de force à l’Islam ont lieu et les images bouddhistes sont détruites, en raison de l’aversion de l'Islam envers l'idolatrie. En effet en Inde, le terme islamique pour une « idole » est devenu « budd ». »

— Peter Harvey, An Introduction to Buddhism
Le nord-ouest du sous-continent indien passe sous le contrôle des musulmans et la confiscation des propriétés foncières des monastères bouddhistes qui s'ensuit supprime une source de revenus nécessaire pour les bouddhistes. Dans le même temps, les bouleversements économique et les nouvelles taxes sur les laïcs sapent le soutien financier que ces derniers apportaient aux moines bouddhistes.
Selon Lars Fogelin, dans le nord-ouest des Indes médiévales, la région himalayenne, et bien régions frontalières de l’Asie centrale, le bouddhisme avait facilité les relations commerciales. Avec l’invasion musulmane et la conversion à l'islam de l'Asie centrale, les sources d’appui financier dérivé de route commerciale et les fondements économiques des monastères bouddhistes ont diminué, sur lequel reposait la survie et la croissance du bouddhisme,. L’arrivée de l’Islam met fin aux liens entre les rois et le bouddhisme, ce qui se traduit par l'arrêt des dons faits aux monastères. Et le remplacement progressif des bouddhistes dans le commerce sur de longues distances par les musulmans diminue également les sources de revenus liées à ce commerce,.

#### Invasions musulmanes et royaumes musulmans

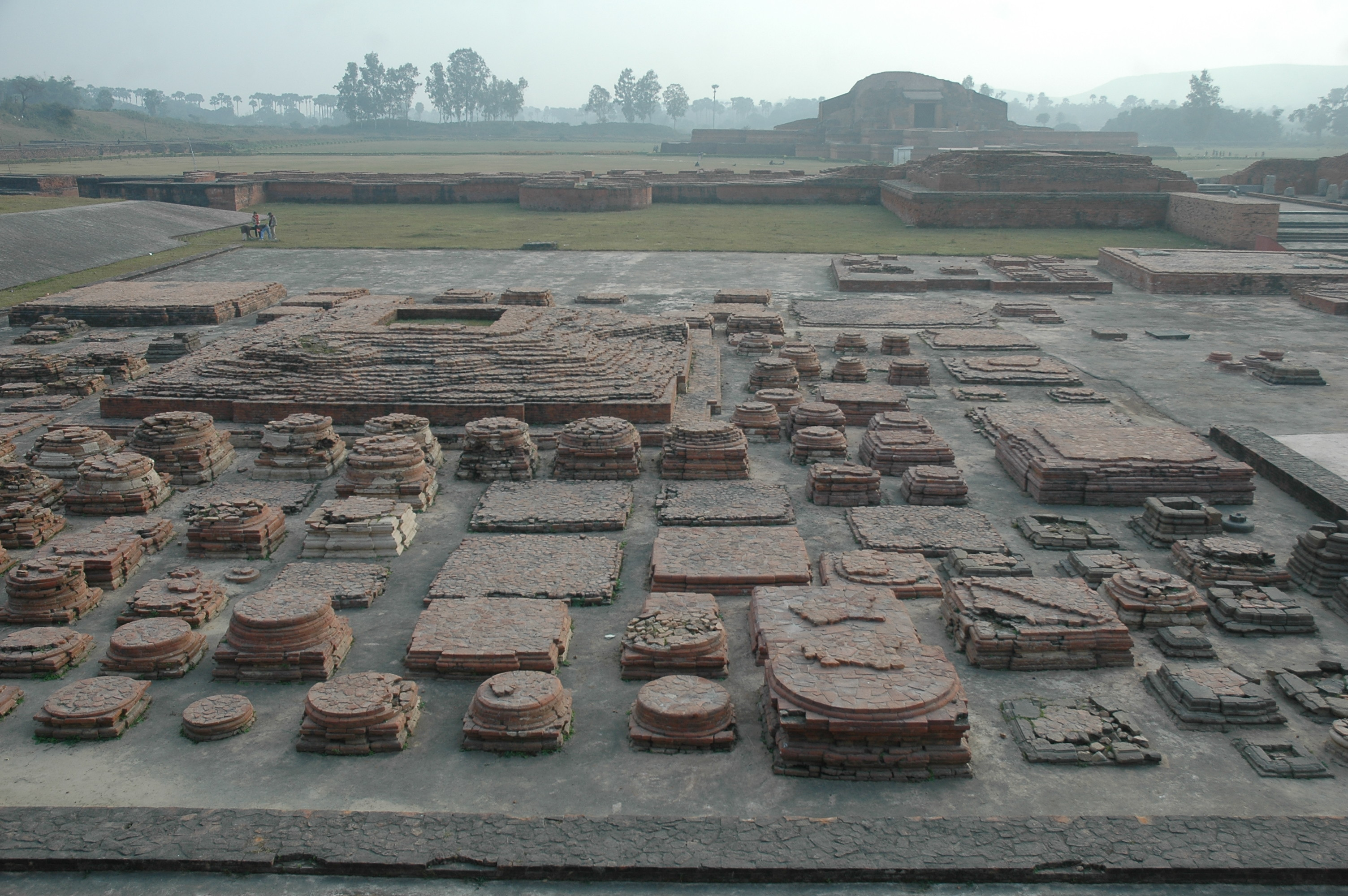
Ruines de Vikramashila

Les forces musulmanes attaquent à plusieurs reprises les régions du Nord-Ouest du sous-continent indien. Beaucoup d’endroits sont détruits et renommé. Par exemple, les monastères de Udantpur sont détruits en 1197 par Muhammad Khilji et la ville est rebaptisée. Dans son histoire du bouddhisme en Inde (dpal dus kyi ' khor Giovanni chos bskor gyi byung khungs nyer mkho) rédigée en 1608, Taranatha décrit ces derniers siècles du bouddhisme, principalement dans le nord-est de l’Inde. Le bouddhisme mahayana y atteint son apogée sous la dynastie Pala, qui prend fin avec l’invasion musulmane des plaines du Gange.
L'université de Vikramaśīla est détruite par les forces de Muhammad Khilji vers 1200. Beaucoup de moines bouddhistes ont fui au Népal, au Tibet et en Inde du Sud pour éviter les conséquences de la guerre. Le pèlerin tibétain Chöjepal doit fuir à plusieurs reprises à cause de l'avance des troupes musulmanes, qui mettent à sac des sites bouddhistes.

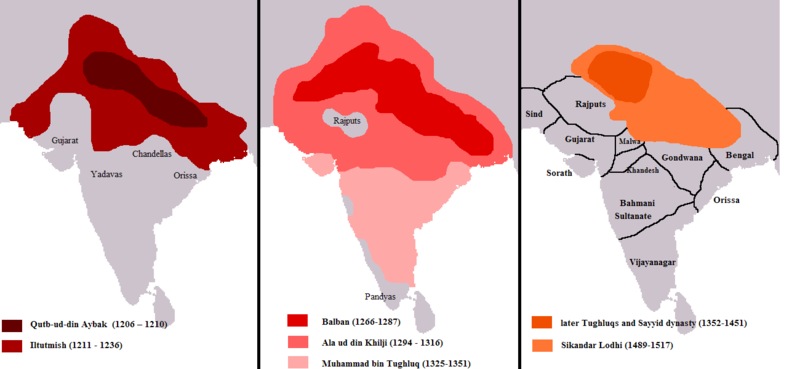
Expansion du sultanat de Delhi

La dynastie Pala, qui est un soutien majeur du bouddhisme, tombe au XIIe siècle et les envahisseurs musulmans détruisent monastères et monuments. Selon Randall Collins, le bouddhisme Indien déclinait déjà au XIIe siècle, mais avec les destructions par les musulmans, il a presque disparu du sous-continent dans les années 1200. Craig Lockard affirme qu'au XIIIe siècle, les moines bouddhistes Indiens s’échappent au Tibet pour fuir les persécutions musulmanes. Et selon Peter Harvey, les moines d'Inde occidentale échappent aux persécutions en se déplaçant vers le sud, pour trouver refuge chez les royaumes Indiens hindous qui ont été capables de résister à la puissance musulmane.
De brefs comptes-rendus musulmans et le récit d'un témoin oculaire de Dharmasmavim indiquent que durant la décennie 1230, dans la foulée de la conquête musulmane, des viharas abandonnés sont utilisés comme camps par les Turukkéens. Dans ces textes, la disparition du bouddhisme est liée à la destruction des Viharas.

## Survie du Bouddhisme en Inde
D'après Éric Paul Meyer, « le bouddhisme représente aujourd'hui moins de 1 % de la population indienne, dont une écrasante majorité de nouveaux convertis, concentrés surtout dans l'arrière-pays de Bombay. S'y ajoutent les bouddhistes tibétains des vallées du Cachemire et les réfugiés Chakma — des bouddhistes theravada ayant fui les persécutions qu'ils subissaient au Bangladesh ». Le bouddhisme s’épanouit en Inde orientale jusqu'à l’invasion musulmane. Il survit chez les Barua, une communauté d’origine Bengali Magadh ayant migré vers la région de Chittagong. Il convient de noter que leur culte bouddhiste contient des éléments empruntés au Vishnouisme,. Le bouddhisme indien survit également chez les Newars du Népal, même si seulement 15 % d'entre eux le pratiquent.
Le lama Taranatha, (1575-1634), le maître de l'école Jonang du bouddhisme tibétain, indique dans ses écrits que le bouddhisme a survécu dans certaines régions reculées des Indes, mais qu'il a considérablement diminué et a même disparu dans de nombreuses régions.
À Bodhgaya, qui est l'endroit où Siddhartha Gautama a atteint l'illumination et par là-même l'état de Bouddha, des inscriptions mentionnent des visites de pèlerins bouddhistes tout au long de la période où il décline:
- 1302-1331 : plusieurs groupes de Sindh
- XVe ou XVIe siècle : un pèlerin de Multan
- 2e moitié du XVe siècle : le moine Budhagupta, venant de l’Inde du Sud
- XVIe siècle : Abhayaraj venant du Népal
- 1773 : Trung Rampa, un représentant du Panchen Lama du Tibet, accueilli par le Maharadjah de Varanasi
- 1877 : une mission birmane envoyée par le roi Mindon Min

Au Bengale, les Bauls pratiquent encore une forme syncrétique de l’hindouisme fortement influencée par le bouddhisme. Des petites communautés d'Indiens bouddhistes Theravada existent au Bengale dans les Chittagong Hill Tracts. Ces communautés existent depuis l'époque où le bouddhisme était florissant dans les Indes et ont traversé les siècles en vivant au milieu du peuple Chakma, jusqu'à nos jours.

## Renaissance

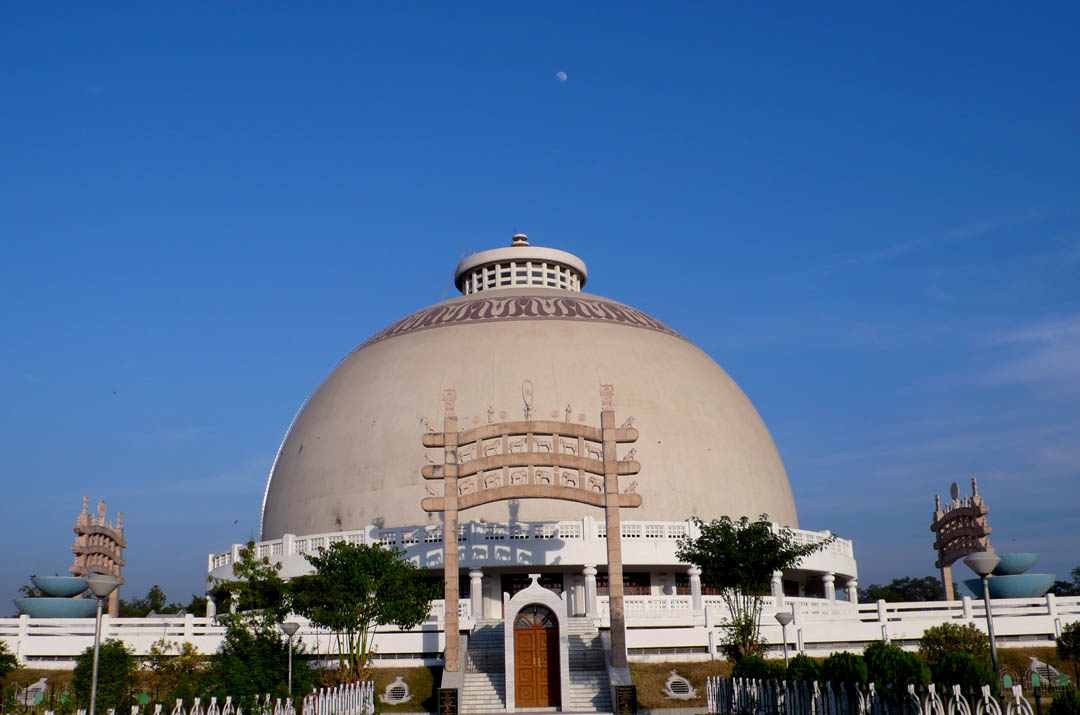
Le Stupa de Deekshabhoomi à Nagpur. Il s'agit d'une réplique du stupa de Sanchi, établie là où Babasaheb Ambedkar s'est converti au bouddhisme.

Dans les années 1950, Bhimrao Ramji Ambedkar lance le mouvement bouddhiste Dalit en Inde pour emanciper les Dalits, ou intouchables. Le 14 octobre 1956, le Dr Ambedkar se convertit au bouddhisme à Nagpur, avec ses 365 000 adeptes. De nombreuses autres cérémonies de conversion de masse ont lieu par la suite. Bon nombre de ces convertis emploient le terme de « Bouddhisme Ambedkar(ite) » pour désigner le mouvement bouddhiste Dalit, qui a commencé avec la conversion de Ambedkar.
En 1959, Tenzin Gyatso, le 14e Dalaï Lama, s’échappe du Tibet vers l’Inde et met en place le gouvernement tibétain en exil à Dharamsala, en Inde. Cette ville est souvent surnommée « Little Lhasa », d'après le nom de la capitale tibétaine. Plusieurs milliers d'exilés tibétains se sont depuis installés dans la ville. La plupart de ces exilés vivent dans la partie de Dharamsala connue sous le nom de « ville haute » ou McLeod Ganj. Ils y ont établi des monastères, des temples et des écoles. Depuis l'arrivée du 14e Dalaï Lama, la ville est devenue un des centres du bouddhisme dans le monde.

## Voir également
- Histoire du bouddhisme
- Histoire du bouddhisme en Inde
- Bouddha en tant qu’Avatar de Vishnou (en)
- Histoire de l'Inde
- Bouddhisme au Cachemire
- Religions en Inde
- Conquêtes musulmanes des Indes
- Bodh Gaya
- Harsha
- Mouvement bouddhiste dalit
- Siddhartha Gautama
- Ashoka

## Liens Externes
- Archaeology and Protestant Presuppositions in the Study of Indian Buddhism, Gregory Schopen (1991), History of Religions
- Commerce and Culture in South Asia: Perspectives from Archaeology and History, Kathleen D. Morrison (1997), Annual Reviews